# Hans Kohnert

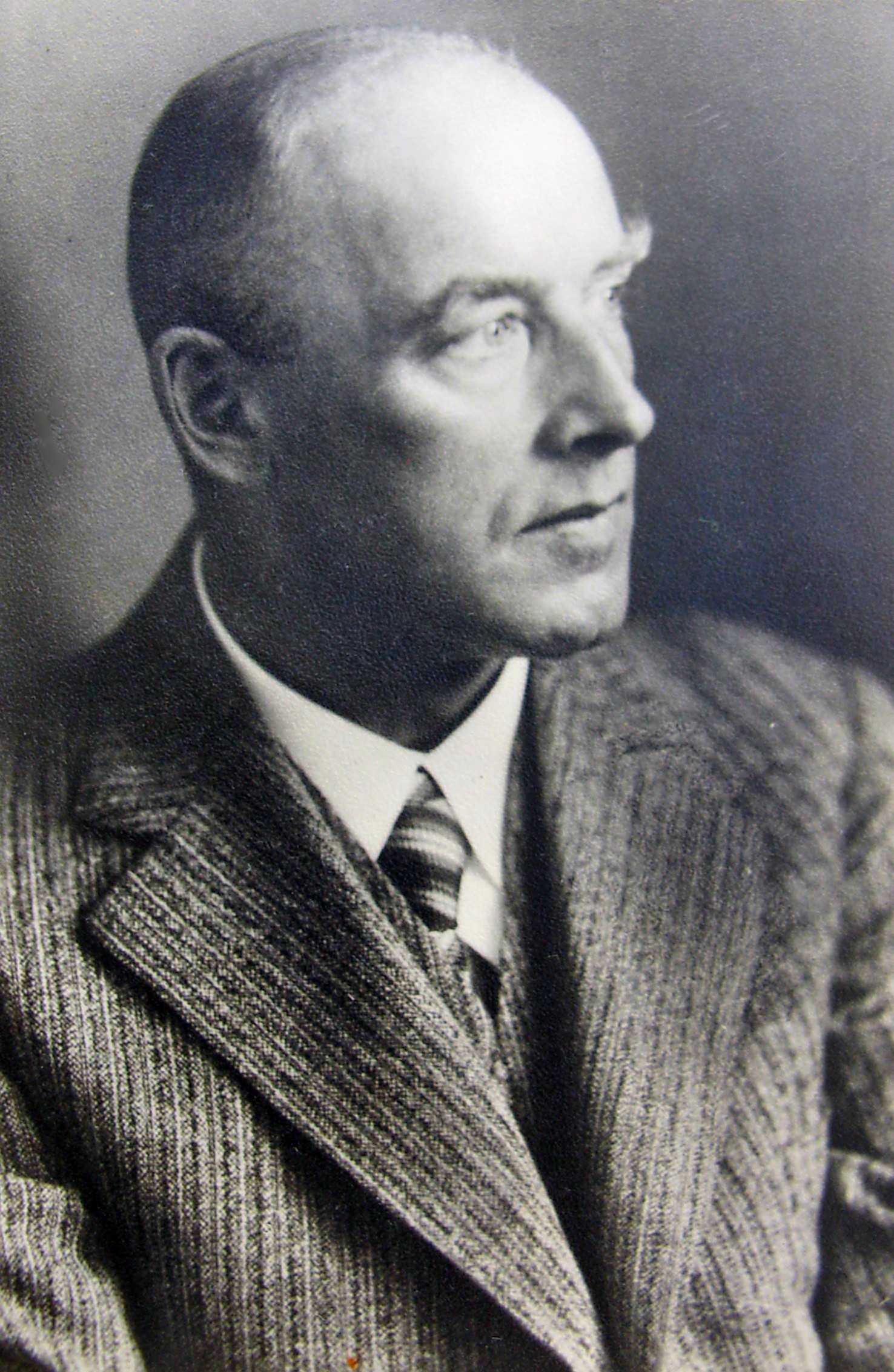
Hans Kohn, 1930er Jahre

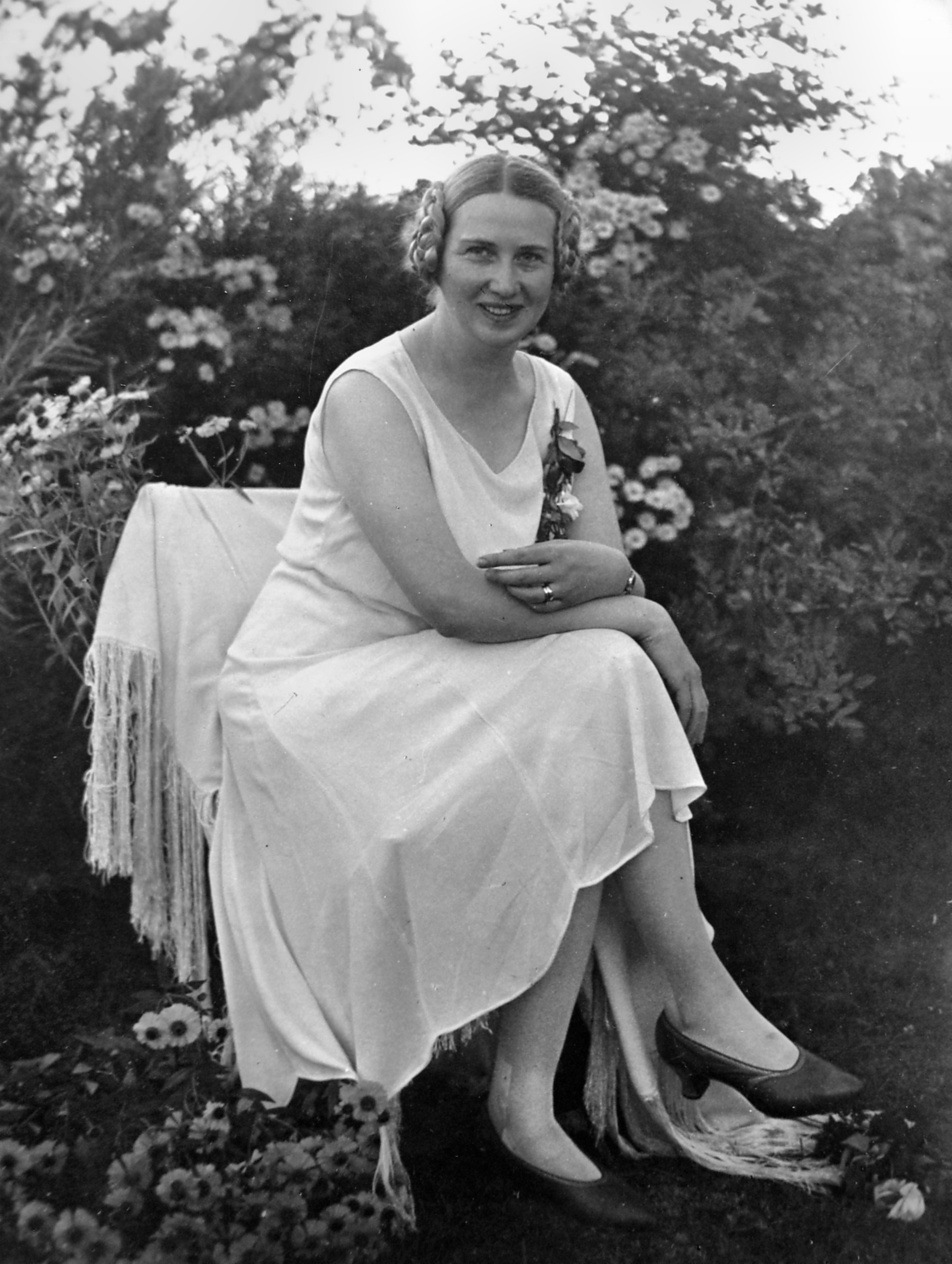
Maria Kohn, geb. Müller, 1929

Hans Kohnert (* 15. November 1887 in Geestemünde als Hans Kohn; † 10. Januar 1967 in Bremerhaven) war ein deutscher Fabrikant, Wehrwirtschaftsführer, Maler und Mäzen in Bremerhaven.

## Leben
Kohns Eltern waren Franz Kohn (1857–1909) und dessen Frau Johanna Margarethe, geb. Gehrels (1862–1925). Die Vorfahren waren Kapitäne und Eigner von Auswandererseglern, die im 19. Jahrhundert Auswanderer von Brake und Bremerhaven nach Amerika brachten und auf dem Rückweg über die Karibik Überseehandel betrieben. Mit dem Aufkommen der Dampfschiffe in den 1850er Jahren wurde das Geschäft unrentabel. Der Großvater von Hans Kohn wurde sesshaft und kaufte sich in eine Holzimportfirma ein. Hans Kohn studierte zunächst Kunstmalerei (1906/07) in der 'Antikenklasse' von Max Thedy  an der Großherzoglich-Sächsischen Kunstschule Weimar. Nach dem frühzeitigen Ableben seines Vaters (1909) brach Hans mit 22 Jahren sein Kunststudium ab, um die Nachfolge des väterlichen Betriebes, der Holzimport- und Bearbeitungsfirma Pundt & Kohn (P & K) in Geestemünde (Bremerhaven) anzutreten, die er bis zu seinem Tode 1967 führte. 1912 heiratete er Maria Kohn, geb. Müller (1890–1945), mit der er einen Sohn (Franz) und eine Tochter (Hannemarie) hatte. Mitte der 1930er Jahre ließ er sich scheiden. In zweiter Ehe war Kohnert ab 1939 mit Ingeborg Kohnert, geb. Neumann (1911–1990), verheiratet, mit der er eine weitere Tochter (Johanna) hatte. Auf Grund von Anfeindungen wegen seines jüdisch klingenden Familiennamens (Kohn, Cohn) in der Zeit des Nationalsozialismus beantragte er 1937 für sich, seine Familie und seine Firma die Namensänderung in Kohnert. Sie wurde am 14. August 1937 ministeriell genehmigt.

### Unternehmen
Die 1863 von seinem Großvater gegründete Holzimport- und Holzbearbeitungsfirma Pundt & Kohn, inklusive der Säge- und Hobelwerke der Firma, die auch unter dem Namen Geestemünder Holzindustriewerke Backhaus & Co. firmierten, in Geestemünde – eines der bedeutendsten und ältesten Unternehmen dieser Branche an der Unterweser – erlebte ihre Blütezeit unter Hans Kohn(ert).

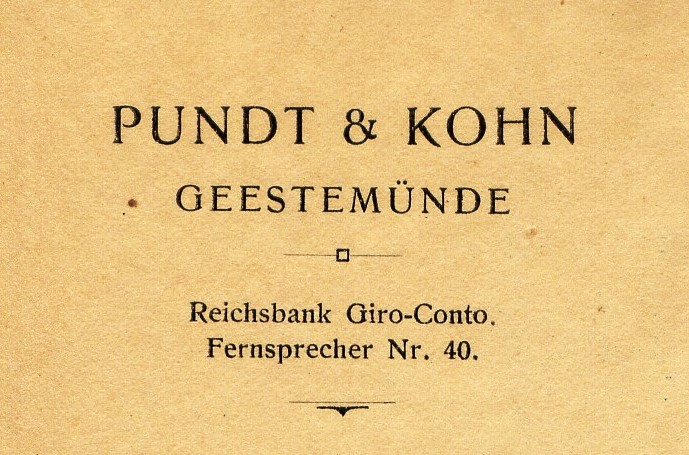
Briefkopf der Firma 'Pundt & Kohn', 1930er Jahre

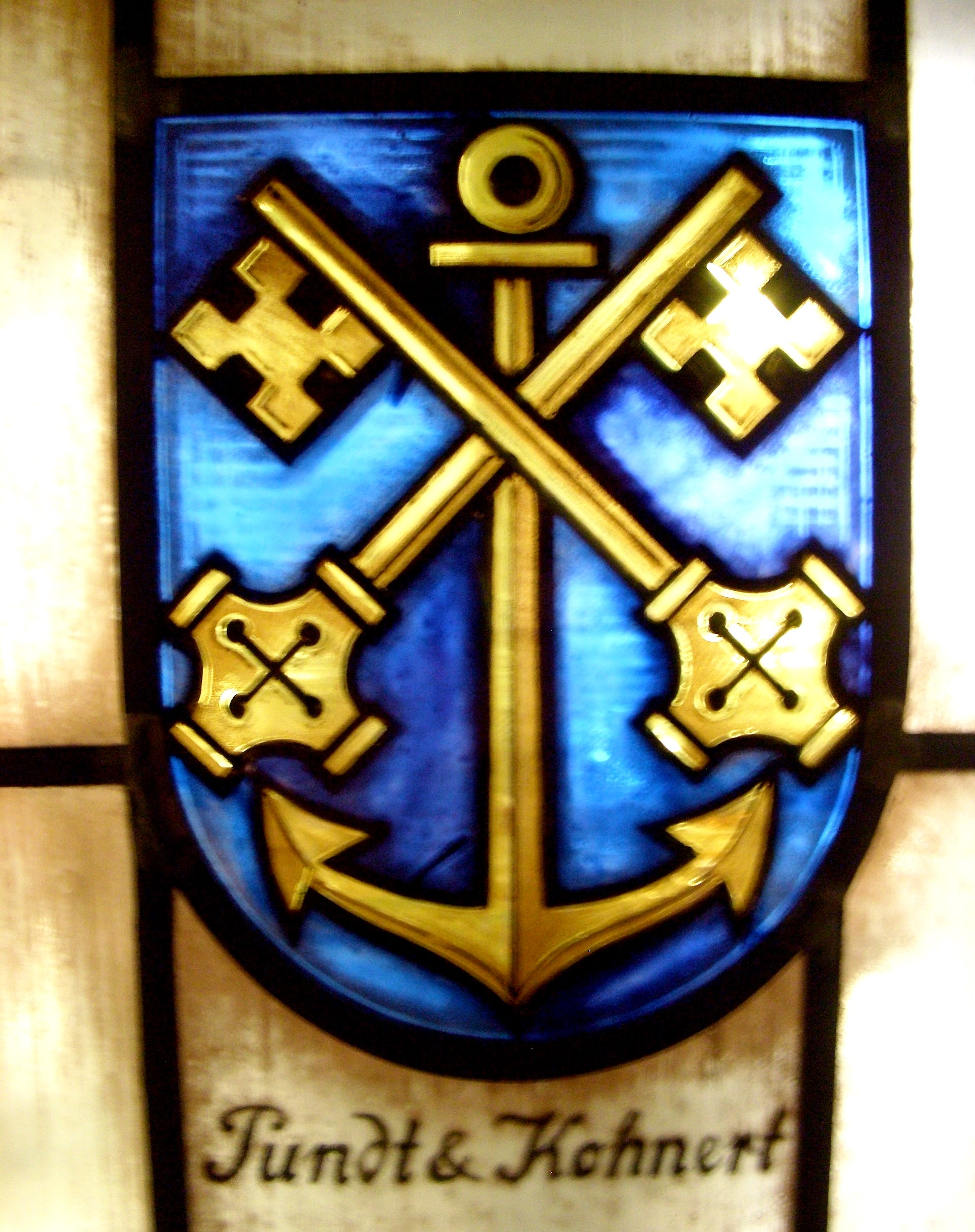
Kabinettscheibe (Glasmalerei) 'Pundt & Kohnert', 1938

Im Zweiten Weltkrieg wurde die Fabrik, die Holzlager und Büro- und Wohngebäude an der Geeste, dem Holzhafen Geestemünde, dem Alten Hafen sowie der Schönian- und Borriesstraße durch alliierte Bomber während der Bombennacht in Bremerhaven (18. September 1944) zerstört. Von der Zerstörung konnte sich die Firma in der Nachkriegszeit nie wieder erholen. Nach dem Tode seines Bruders Gerhard Kohnert (1962) übernahm Hans Kohnert die von Gerhard 1909 gegründete Meller Möbelfabrik (MMM) in Melle bei Osnabrück. Letztere war nach dem Kriege durch einen Gewinnabführungsvertrag (1956–1966) bereits eng mit der Holzimportfirma (P & K) verbunden gewesen, was dazu beitrug, dass notwendige Investitionen und Modernisierungen der MMM unterblieben. Die MMM wurde 1966, um einem Konkurs zuvorzukommen, von Hans Kohnert an die Hauptgläubiger verkauft. Im Januar 1975 machte die MMM unter den neuen Eignern endgültig Konkurs. Pundt & Kohn wurde nach Kohnerts Tod 1967 aufgelöst.

### Weiteres Wirken

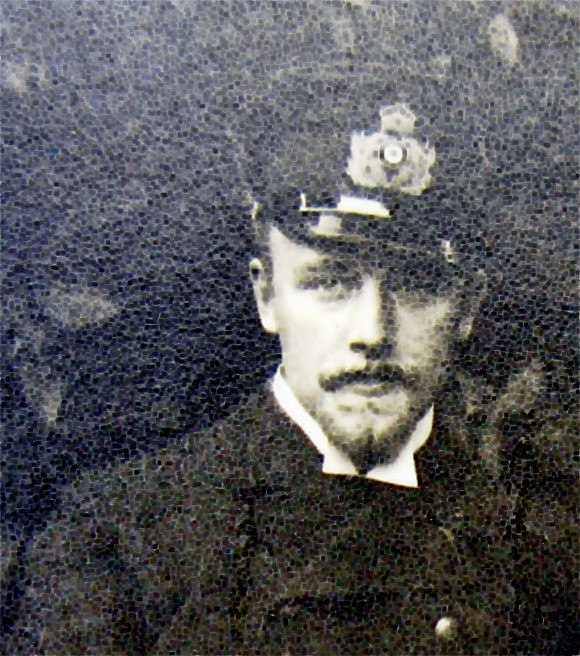
Hans Kohn, als Marineoffizier, 1915

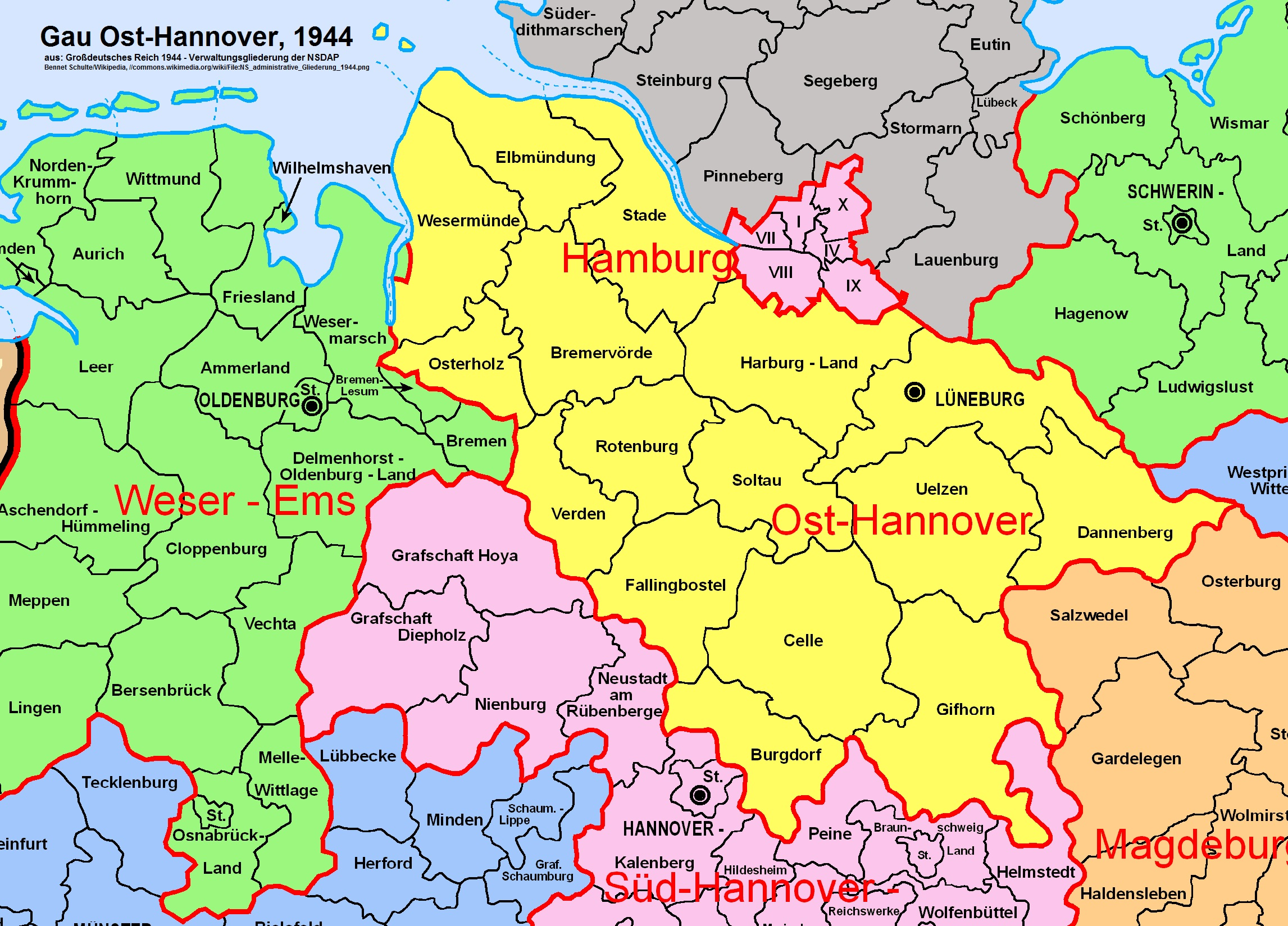
Karte des Gaus Ost-Hannover, 1944

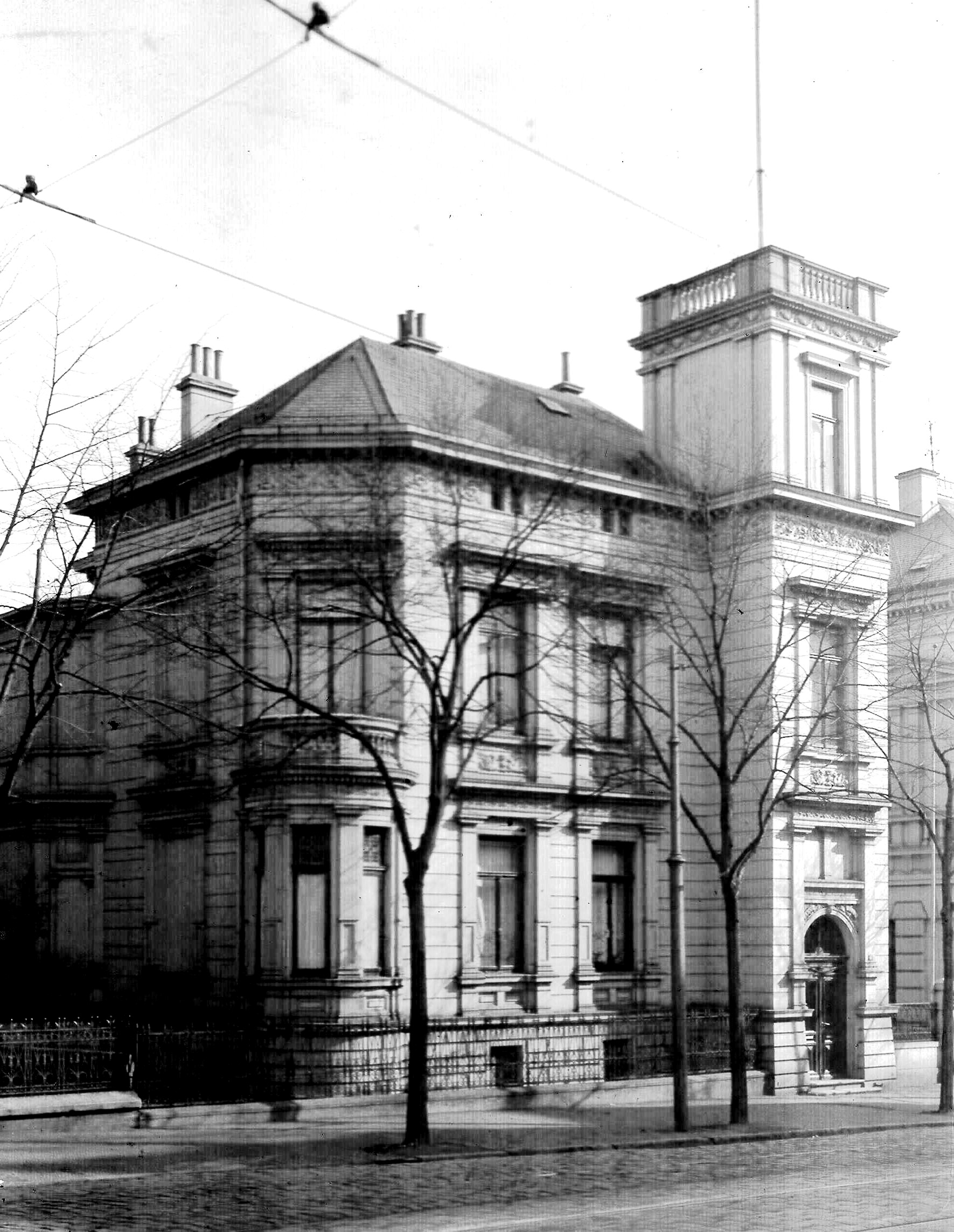
Die Villa Kohn, Borriestr. 6, Geestemünde, 1929, zerbomt 1944

Neben seiner unternehmerischen Tätigkeit wurde Hans Kohnert besonders durch sein standespolitisches und ehrenamtliches Wirken über die lokalen Grenzen hinaus bekannt. So war Hans Kohnert u. a. Aufsichtsratsmitglied der Bremer Landesbank und der Geestemünder Bank (1941–1967; Vorsitzender: 1951–1967). Im Ersten Weltkrieg diente Hans Kohn als Marineoffizier der III. Matrosen-Artillerie Abteilung, Lehe (zugehörig zur Marineartillerie) überwiegend in Fort Brinkamahof II bei Weddewarden / Imsum. Das Fort war während des Ersten Weltkriegs ständig besetzt aber – wie alle Forts an der Unterweser – nie in Kampfhandlungen verwickelt. Im letzten Kriegsjahr 1917/18 nahm Oberleutnant Kohn als Kompanieführer an der Dritten Flandernschlacht teil. Anlässlich des Matrosenaufstandes in Bremerhaven im November 1918 zog sich Hans Kohn für einige Zeit aus dem öffentlichen Leben zurück und widmete sich der Malerei. Dass sein Œuvre bisher nicht in den Kanon lokaler Künstler von Bremerhaven und Umgebung wie Klaus Bemmer oder Paul Ernst Wilke aufgenommen wurde liegt vermutlich daran, dass sich die Gemälde so gut wie ausschließlich im Privatbesitz befinden bzw. durch Kriegseinwirkungen zerstört wurden.

„Für Hans Kohnert galt der Leitsatz der auch das Handeln seines Vaters geprägt hatte: Ein Kaufmann darf nicht nur an seinen Betrieb und an das Geldverdienen denken, er hat auch eine Verantwortung für das Gemeinwohl zu erfüllen. Schon sein Vater war von 1898 bis zu seinem Tod Senator in Geestemünde gewesen. Den gleichen Titel trug fünfzehn Jahre später Hans Kohnert, der am 1. Dezember 1924 für das Vereinigte Bürgertum zum unbesoldeten, ehrenamtlichen Mitglied des Wesermünder Magistrat einrückte und bis 1929 diese Position ausfüllte.“

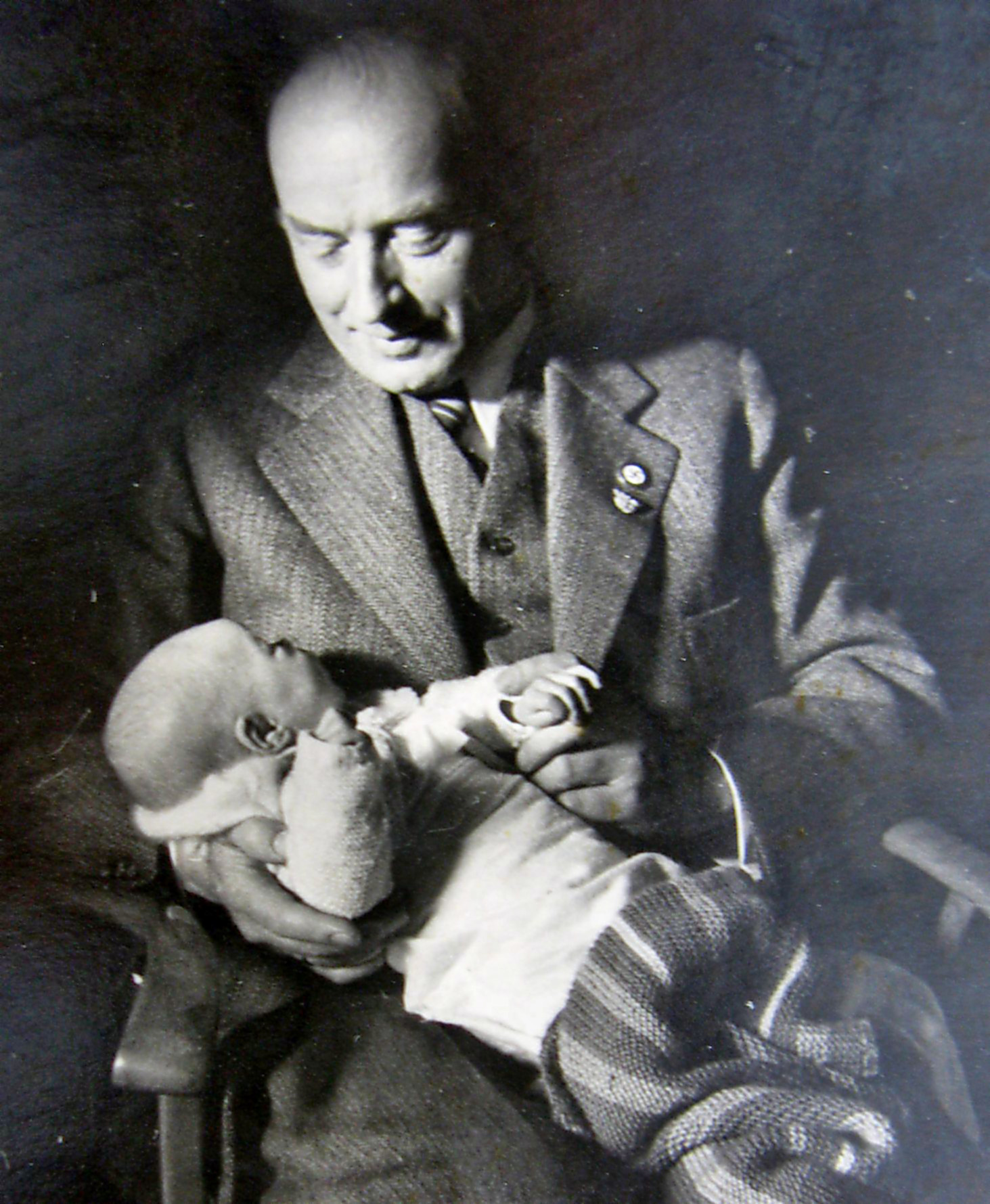
Hans Kohnert bei der Taufe seiner ersten Enkelin mit Goldenem NSDAP-Parteiabzeichen und Wehrwirtschaftsführer-Anstecknadel, März 1944

Kurz nach der Machtergreifung der Nationalsozialisten (1933) kandidierte Hans Kohn als Präsident der Industrie- und Handelskammer (IHK) Bremerhaven und wurde gegen die Stimmen der NSDAP gewählt. Am 14. Januar 1938 beantragte er die Aufnahme in die NSDAP und wurde rückwirkend zum 1. Mai 1937 aufgenommen (Mitgliedsnummer 5.688.752), ihm wurde wegen seiner Verdienste um die Bremerhavener Wirtschaft das Goldene Parteiabzeichen verliehen. Nach seinen eigenen Ausführungen geschah dies auf Druck von Walter Gravenhorst, des damaligen  NSDAP-Vorsitzender des Gauggerichts des Gaues Hannover-Ost (ab Mai 1932), SS-Sturmbannführer und SD-Mitarbeiter, und um die IHK vor weiteren Übergriffen der NSDAP zu schützen. Von 1933 bis 1945 war Hans Kohn(ert) Handelskammerpräsident der IHK Bremerhaven. Außerdem wurde er zum Wehrwirtschaftsführer (1941–1945) und zum Präsidenten der neugeschaffenen Gauwirtschaftskammer Ost-Hannover ernannt (1943–1945), in welche die Städte Wesermünde (Bremerhaven) und Lüneburg inklusive ihrer IHK eingegliedert wurden. „Für sein erfolgreiches Bemühen, die Kammer vor staatlichen Zugriffen zu schützen, wurde Kohnert 1951 zum Ehrenpräsidenten der IHK ernannt“.
Nach dem Ende des Zweiten Weltkrieges erteilte die amerikanische Besatzungsmacht Hans Kohnert ein zweijähriges Berufsverbot (1945–1947) und beschlagnahmte vorübergehend sein Betriebsvermögen. Er wohnte in dieser Zeit in einem Behelfsheim in Drangstedt und widmete sich der Malerei.
Hans Kohnert nahm 1948 den Holzimport wieder auf und rückte im Aufsichtsrat der Geestemünder Bank, dem er seit 1941 angehörte, 1951 in die Position des Vorsitzenden auf und beteiligte sich, wenngleich mehr im Hintergrund, am politischen und gesellschaftlichen Geschehen. So führte er in den Gesellschaften zur Förderung des Wiederaufbaus des Stadttheaters und der Errichtung des Stadtbades den Vorsitz … Einen großen Verlust bedeutete Kohnerts Ableben auch für die Vereinigte Protestantische Gemeinde zur Bürgermeister-Smidt-Gedächtniskirche, die ihn 1949 in ihren Kirchenvorstand berief. Seit 1950 gehörte er zu den drei Bauherren … Seine Gemeinde vertrat Hans Kohnert von 1951 bis 1964 im Bremischen Kirchentag der Bremisch ev. Kirche, die beiden Hafenstädte Bremerhaven und Vegesack von 1954 bis 1964 im Kirchenausschuss als dem höchsten Gremium. In den zwanziger Jahren bewies Kohnert seine soziale Gesinnung, als er in der Geestemünder Ferienkolonie der Vorsitz innehatte. Diese Vereinigung wohlhabender Geestemünder Bürger wollte erhohlungsbedürftigen Schulkindern kostenlose Ferien ermöglichen und erwarb dazu das Schullandheim in Bederkesa.

## Ehrungen
- Ehrenpräsident der Industrie- und Handelskammer Bremerhaven seit 1951
- Ehrenmitglied des Heimatbundes der Männer vom Morgenstern

## Gemälde von Hans Kohn aus dem Raum Bremerhaven

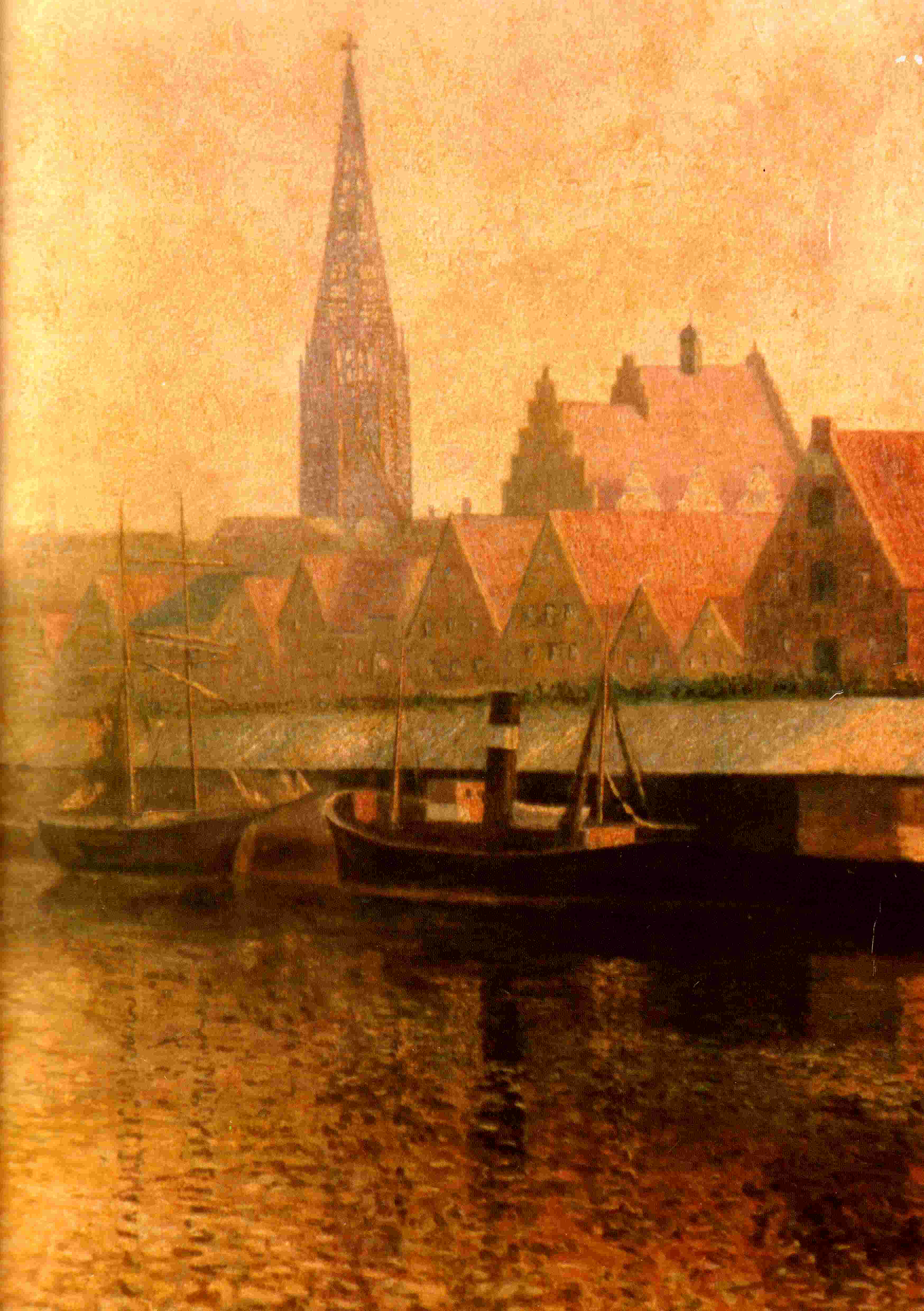
Alter Hafen (Ölgemälde, 1921)
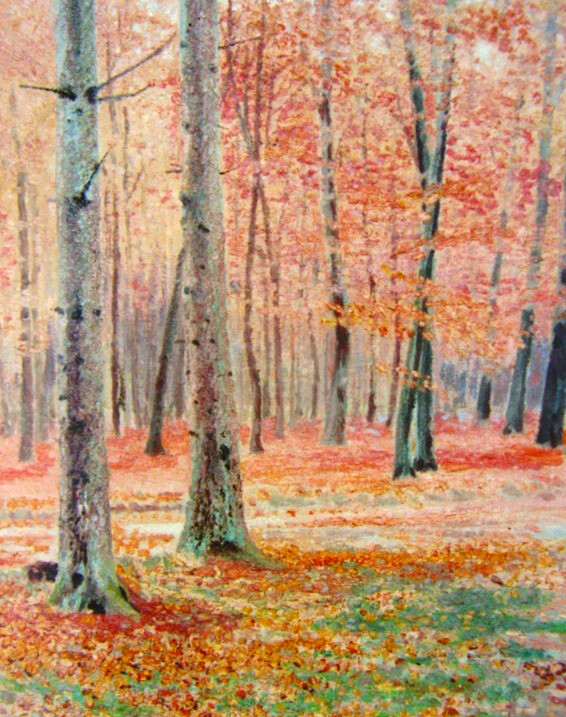
Herbstlicher Buchenwald (Ölgemälde, 1921)
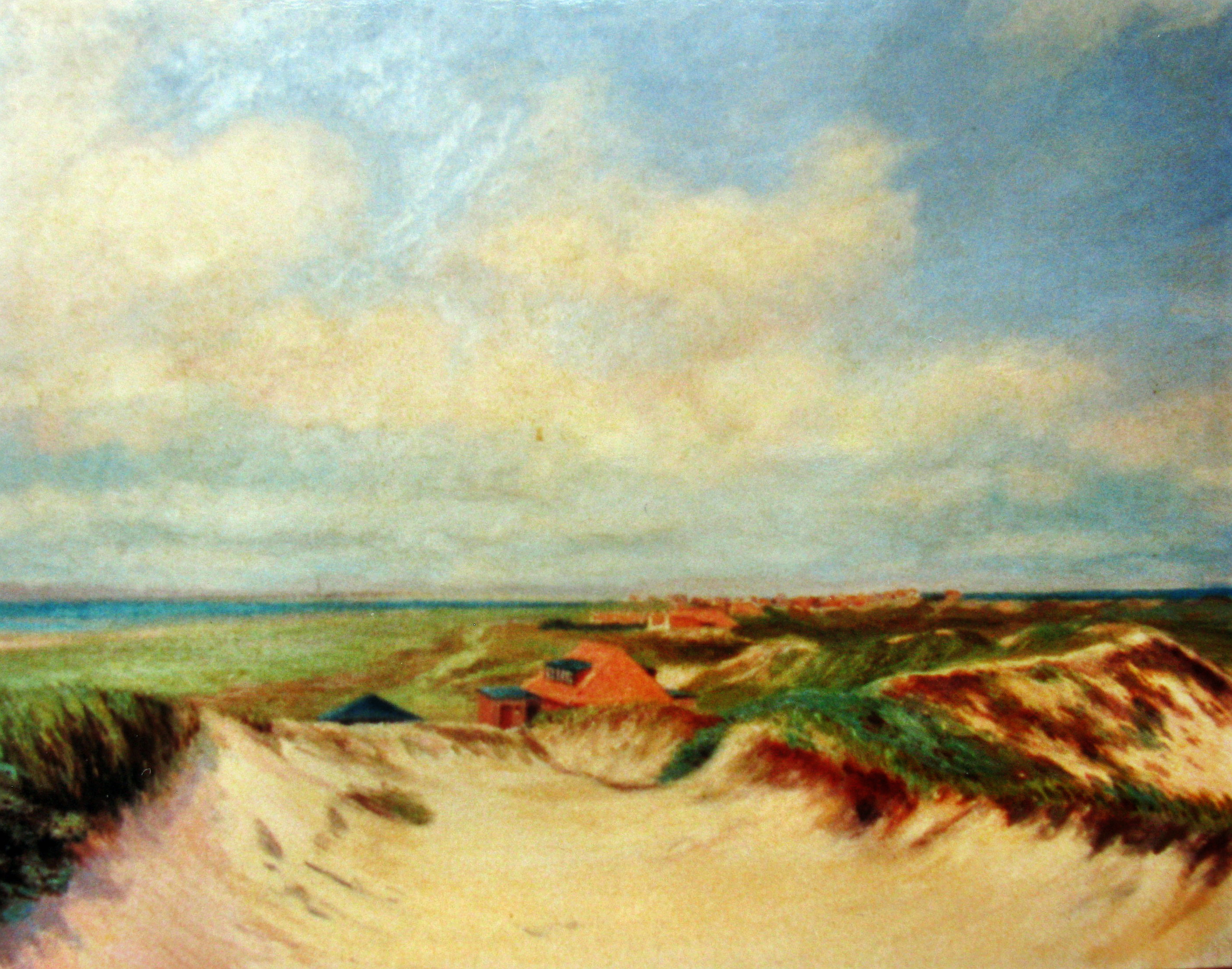
Insel-Dünen (Ölgemälde, 1923)
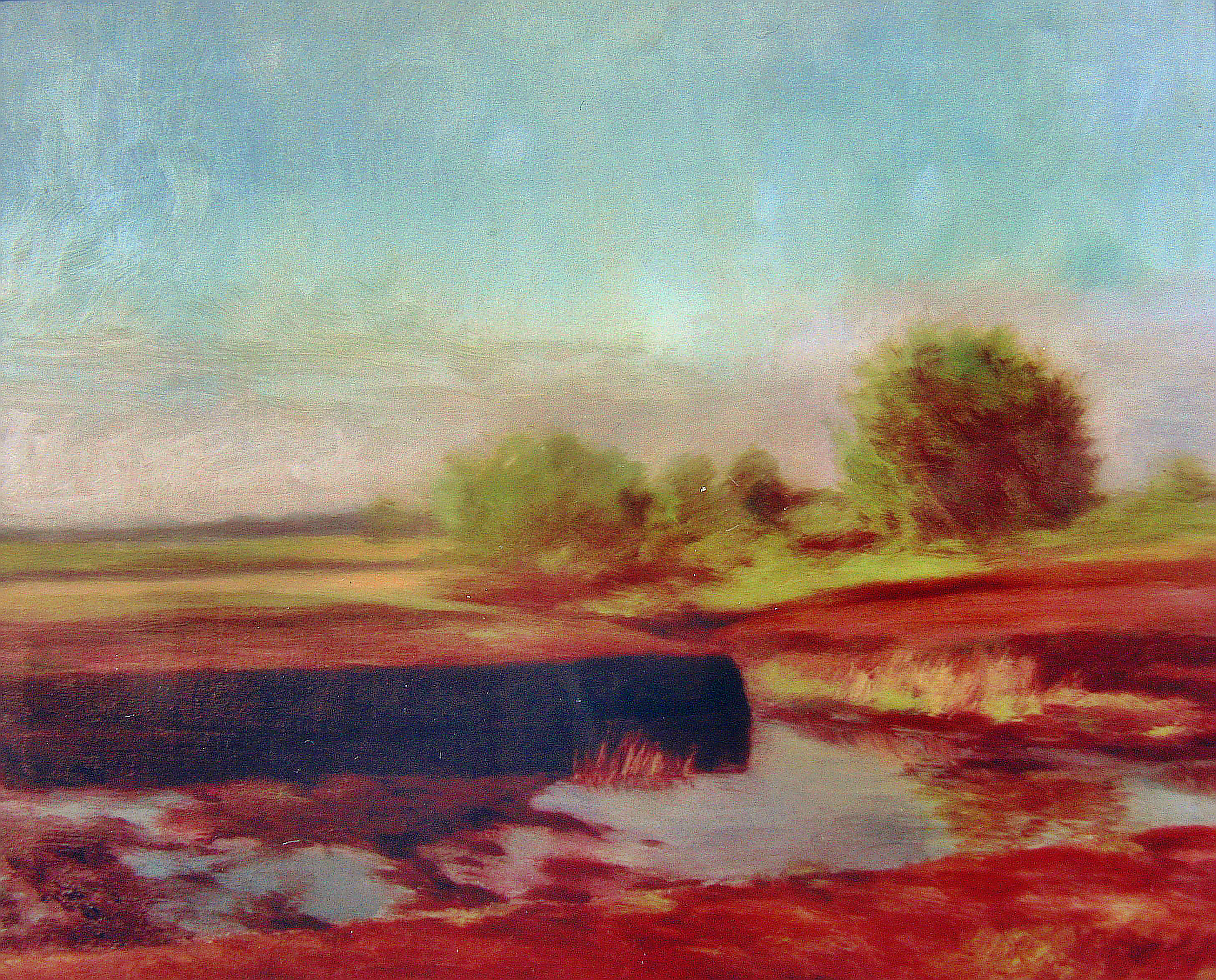
Torfabstich (Ölgemälde, 1921)
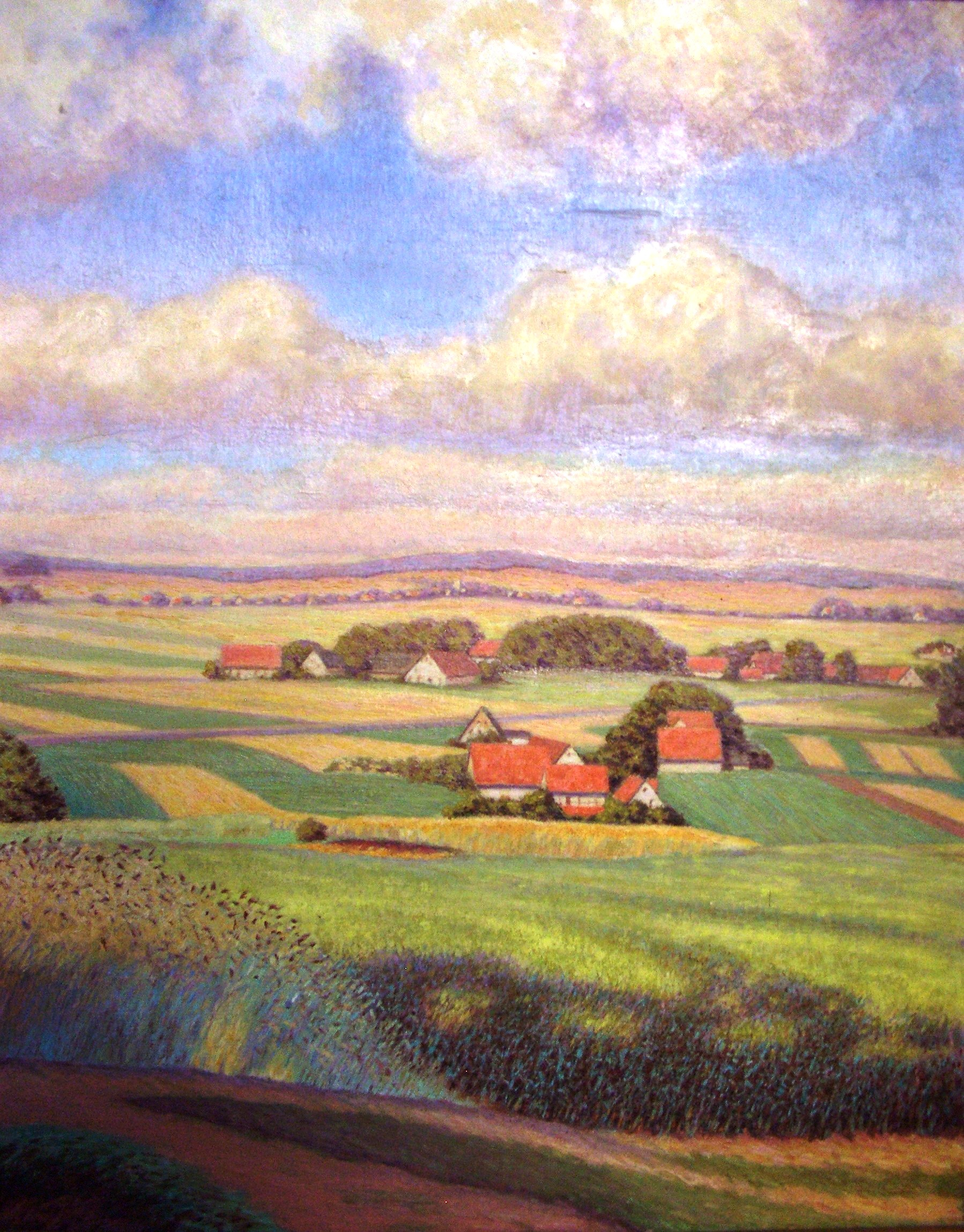
Dorf unter Sommerhimmel (Ölgemälde, 1920)